# Rupert Wyatt
Rupert Wyatt (Exeter, 26 ottobre 1972) è un regista e sceneggiatore britannico.
I suoi film più conosciuti sono Prison Escape, che è stato premiato al Sundance Film Festival nel 2008, e L'alba del pianeta delle scimmie del 2011.

## Carriera

### Produttore
Wyatt è stato cofondatore della Picture Farm, che ha prodotto numerosi cortometraggi e documentari, incluso il documentario premiato al Sundance Film Festival Dark Days.

### Regista
Ha co-scritto e diretto il film Prison Escape del 2008, con Brian Cox, Damian Lewis, Dominic Cooper, Joseph Fiennes. La pellicola, premiata al Sundance Film Festival nel gennaio dello stesso anno, ed è stata anche nominata per otto premi internazionali, vincendone due.
 Nel marzo 2010 Wyatt è stato selezionato per dirigere L'alba del pianeta delle scimmie (Rise of the Planet of the Apes) con protagonisti Andy Serkis e James Franco. Si tratta del reboot della serie cinematografica de il pianeta delle scimmie, basato sulla sceneggiatura di Rick Jaffa e Amanda Silver. Il film è uscito nelle sale il 5 agosto 2011 raggiungendo un ottimo risultato al botteghino con 481,801,049 di dollari di incassi a livello globale a fronte di un budget di 93 milioni di dollari ed ha avuto per la maggior parte giudizi positivi dalla critica ottenendo un punteggio di 82% su Rotten Tomatoes. Per il seguito del film, ovvero Apes Revolution - Il pianeta delle scimmie, secondo quanto reso noto, Wyatt è stato sostituito alla regia da Matt Reeves, che dirigerà anche il terzo film della saga, a causa di un'agenda troppo fitta che avrebbe costretto il regista di Exeter a togliere al progetto la dovuta attenzione anche se Wyatt stesso in una successiva intervista ha affermato di aver abbandonato il progetto per divergenze creative con lo studio di produzione.
Il successivo lavoro di Wyatt è del 2014 e si tratta della direzione del pilot della serie televisiva Turn. Nello stesso anno dirige anche il suo ultimo film, The Gambler, remake del film 40.000 dollari per non morire, che ha per protagonisti Mark Wahlberg e John Goodman ed è sceneggiato da William Monahan.

## Vita privata
Nato e cresciuto a Exeter, Devon, Wyatt ha studiato al Winchester College in Winchester (Hampshire). Attualmente vive a Los Angeles con sua moglie, Erica Beeney, anche lei scrittrice cinematografica e il loro figlio Theodore Alexander Finch Wyatt.

## Filmografia

### Regista

#### Cinema
- Ticks (Cortometraggio, 1999)
- Subterrain (2001)
- Get the Picture (Cortometraggio, 2004)
- Prison Escape (The Escapist, 2008)
- L'alba del pianeta delle scimmie (Rise of the Planet of the Apes, 2011)
- The Gambler (2014)
- Captive State (2019)

#### Televisione
- Turn - serie TV, episodio 1x01 (2014)
- The Mosquito Coast - serie TV, 2 episodi (2021)

### Sceneggiatore
- Ticks (Cortometraggio, 1999)
- Subterrain (2001)
- Get the Picture (Cortometraggio, 2004)
- Prison Escape (The Escapist, 2008)
- Captive State (2019)

### Produttore
- Ticks (Cortometraggio, 1999)
- Fishing Without Nets regia di Cutter Hodierne (2014) - produttore esecutivo

## Riconoscimenti
Evening Standard British Film Awards  
- 2008 – Candidatura come Miglior promessa per Prison Escape (The Escapist)

 British Independent Film Awards 
- 2008 – Candidatura al Premio Douglas Hickox  per Prison Escape (The Escapist)

 London Critics Circle Film Awards 
- 2008 – Nomination Breakthrough British Filmmaker per Prison Escape (The Escapist)

 Saturn Award 
- 2011 – Candidatura al Miglior regista per L'alba del pianeta delle scimmie (Rise of the Planet of the Apes)

 Empire Awards 
- 2011 – Candidatura al Miglior regista per L'alba del pianeta delle scimmie (Rise of the Planet of the Apes)